# Ministerio de Educación y Ciencias (Paraguay)
El Ministerio de Educación y Ciencias (en guaraní, Tekombo’e ha Tembikuaa Motenondeha) referido también por sus siglas MEC; es la dependencia estatal del Gobierno Nacional responsable de todas las cosa que pasan en los colegios  del Paraguay  y las políticas públicas, de la gestión y de la calidad de la educación en la República del Paraguay. Según su Carta Orgánica, constituye el «órgano rector del sistema educativo nacional».

## Historia
El antecedente del MEC lo constituye el Ministerio de Justicia, Culto e Instrucción Pública, existente desde el  siglo XIX; y que -con el Ministerio del Interior- fue una de las dos dependencias estatales agregadas tras la Constitución liberal de 1870.
El Ministerio de Educación, fue creado como tal por Decreto Ley N.º 19392 del 13 de agosto de 1943, que reorganizaba las secretarías de Estado. El mismo año, el Decreto Ley N.º 387 estableció sus fines: 1. la dirección, organización y control de la educación intelectual, moral y física de las instituciones de enseñanza; 2. el control de los establecimientos privados de educación; 3. el fomento de la cultura general por medio de bibliotecas, museos, conferencias y otros medios adecuados; y, 4. la protección y conservación de los tesoros de valor artístico, cultural e histórico.

### Denominaciones
Años más tarde, la institución recibirá el nombre de Ministerio de Educación y Culto (MEC), en agosto de 1948, durante la presidencia de Juan Natalicio González. 
Con el advenimiento del período democrático el MEC pasó a ser llamado Ministerio de Educación y Cultura. Esta denominación la mantuvo hasta luego del desprendimiento de su Viceministerio de Cultura, el cual pasó a constituirse en secretaría de Estado.
En enero de 2017 fue promulgada la Ley N.º 5749 que establece la Carta Orgánica del MEC, la cual le también le dotó del nombre actual.

### Reformas educativas
Una importante reforma educativa tendrá lugar en 1922/24, liderada por el pedagogo Ramón I. Cardozo. Se caracterizó por estar inspirada en la corriente de la Escuela Nueva y por seguir propuestas de John Dewey, Gustavo Le Bon, Juan J. Rousseau, Enrique Pestalozzi, Dra. Montessori, Haechel, Aguayo, Dr. Adolfo Ferriere, Angela Patri, M. Guyau, E. Claparade, José Ortega, Spencer, Rodolfo Senet, Sigmund Freud, Wundt, Letelier y otros.
Dos reformas educativas son llevadas a cabo durante la dictadura militar de Alfredo Stroessner, una desde 1956 y otra desde 1973, denominada la última «Innovaciones Educacionales».
En 1970 el MEC creó la Secretaría de la Lengua y Cultura Guaraní.
La reforma educativa en vigencia se empieza a implementar en el 1° grado en 1994 durante el gobierno de J. C. Wasmosy. A partir de esta ya no existirán 6 grados de primaria y 6 de secundaria (3 de etapa básica más 3 de bachillerato), sino que 9 grados de Educación Escolar Básica y 3 años de bachillerato o Educación Media. Con esta medida se eleva la educación obligatoria de 6 a 9 años. La reforma además permitió la enseñanza del guaraní en todas las escuelas.

### Ministros de educación
| Nombre                       | Período                                 | Presidente/gobernante en ejercicio       |
| ---------------------------- | --------------------------------------- | ---------------------------------------- |
| Raúl Peña                    | 1954-1957 / 1968-1984                   | Alfredo Stroessner                       |
| Carlos A. Ortíz Ramírez      | 1984-1989                               | Alfredo Stroessner                       |
| Dionisio González Torres     | 1989-1990                               | Andrés Rodríguez                         |
| Ángel Roberto Seifart        | 1990-1991                               | Andrés Rodríguez                         |
| Hugo Estigarribia Elizeche   | 1991                                    | Andrés Rodríguez                         |
| Horacio Galeano Perrone      | 1991-1992                               | Andrés Rodríguez                         |
| Raúl Sapena Brugada          | 1992-1993                               | Andrés Rodríguez                         |
| Horacio Galeano Perrone      | 1993-agosto de 1993                     | Andrés Rodríguez                         |
| Nicanor Duarte Frutos        | Agosto de 1993-febrero de 1997          | Juan Carlos Wasmosy                      |
| Vicente Sarubbi              | Febrero de 1997-agosto de 1998          | Juan Carlos Wasmosy                      |
| Celsa Bareiro de Soto        | Agosto de 1998-marzo de 1999            | Raúl Cubas Grau                          |
| Nicanor Duarte Frutos        | Marzo de 1999-enero de 2001             | Luis Gonzalez Macci                      |
| Dario Zárate Arellano        | Enero de 2001-                          | Luis Gonzalez Macci                      |
| Blanca Ovelar                | Abril de 2002-julio de 2007             | Luis Gonzalez Macci O. Nicanor Duarte F. |
| María Esther Jiménez         | Julio de 2007-agosto de 2008            | O. Nicanor Duarte F.                     |
| Horacio Galeano Perrone      | Agosto de 2008-abril de 2009            | Fernando Lugo                            |
| Luis Riart                   | Abril de 2009-octubre de 2011           | Fernando Lugo                            |
| Víctor Ríos                  | Octubre de 2011-junio de 2012           | Fernando Lugo                            |
| Horacio Galeano Perrone      | Junio de 2012-agosto de 2013            | Federico Franco                          |
| Martha Lafuente              | Agosto de 2013-mayo de 2016             | Horacio Cartes                           |
| Enrique Riera Escudero       | Mayo 2016-enero 2018                    | Horacio Cartes                           |
| Raúl Aguilera Méndez         | Enero 2018-agosto 2018                  | Horacio Cartes                           |
| Eduardo Petta                | Agosto de 2018-marzo de 2021            | Mario Abdo Benítez                       |
| Juan Manuel Brunetti         | 10 de marzo de 2021-11 de marzo de 2022 | Mario Abdo Benítez                       |
| Ricardo Nicolás Zárate Rojas | Marzo de 2022-15 de agosto de 2023      | Mario Abdo Benítez                       |
| Luis Fernando Ramírez        | 15 de agosto de 2023 - ACTUAL           | Santiago Peña                            |

## Misión y visión
De acuerdo a los planes nacionales y a los documentos del MEC, la misión fundamental del Ministerio de Educación y Ciencias es garantizar una educación de calidad a fin de contribuir al mejoramiento de las condiciones de vida de toda la población. Además, tiene la misión de:
- Rendir cuentas públicas de los procesos y los resultados, y evaluar en forma permanente la calidad de la gestión del sistema.
- Promover y generar instrumentos legales necesarios para la organización, actualización permanente y gestión eficiente del sistema.
- Seleccionar y evaluar en base a méritos a los profesionales, educadores y servidores públicos del sistema; elaborar y desarrollar planes de formación continua de los mismos.
- Gestionar las distintas instancias del sistema educativo con la participación activa de la comunidad educativa la sociedad civil, las universidades, los cooperantes y los  medios de comunicación social.
- Incorporar la investigación, la reflexión sobre la práctica y las TIC para la gestión del sistema, y como recursos pedagógicos para el aprendizaje.
- Dinamizar, con visión prospectiva y emprendedora, el sistema y su cultura institucional, basado en la ética y la competencia de sus servidores, generando experiencias e innovaciones conformes a las necesidades del país y a los desafíos de la humanidad.
- Impulsar un nuevo contrato social en torno a la educación.

Por su parte, la visión del MEC es una: «Institución que brinda educación integral de calidad basada en valores éticos y democráticos, que promueve la participación, inclusión e interculturalidad para el desarrollo de las personas y la sociedad».

## Funciones
Son, según su Carta Orgánica: a) formular, ejecutar y evaluar la política educativa nacional; b) impulsar la promoción, el desarrollo, la difusión y la popularización de las ciencias en el marco de la educación formal, no formal y refleja; c) contribuir al desarrollo de la cultura en todas sus manifestaciones como contenido y pilar esencial de la educación en todos los niveles y modalidades del sistema educativo nacional; d) formular y ejecutar los planes, programas y proyectos; conforme a la política educativa nacional, establecida, garantizando el financiamiento y la sostenibilidad de los mismos; e) ejecutar los planes, programas y proyectos de educación y ciencias; y asegurar que los mismos se desarrollen, de acuerdo con las metas de calidad, equidad, pertinencia e inclusión, en el marco de la cultura democrática; f) establecer mecanismos institucionales que permitan la participación social en el diseño, desarrollo y ejecución de las políticas; g) diseñar, desarrollar y aplicar el marco curricular, los planes y programas de estudio para todos los niveles y modalidades de enseñanza; h) proponer ajustes en la oferta educativa en función a los fines de la educación establecidos en la Ley N.º 1264/98 General de Educación, y los objetivos de desarrollo; ) fortalecer la carrera del educador, a través de políticas de acceso, formación, capacitación, promoción, evaluación, compensación y salida del sistema; j) coordinar con otras instancias del Estado y el sector productivo, el desarrollo, implementación y evaluación de programas de formación y capacitación para el trabajo; k) fortalecer la capacidad de investigación y desarrollo en ciencias y tecnología en áreas específicas relacionadas con las prioridades del país; l) organizar, estructurar y normalizar la oferta educativa conforme a los principios y características establecidas en la presente Ley y otras normas pertinentes; m) promover experiencias de innovación educativa, consolidar y ampliar la incorporación de las nuevas tecnologías en educación, en coordinación con la Secretaría Nacional de Tecnologías de la Información y la Comunicación; n) evaluar el proceso de enseñanza-aprendizaje conforme a los objetivos educativos establecidos en el currículum nacional y estándares de logros acordes a los sistemas internacionales de medición y evaluación; ñ) habilitar, licenciar, supervisar, intervenir y clausurar instituciones y establecimientos educativos, sean ellos de gestión oficial o privados, conforme a las normas legales vigentes; a tales efectos establecer las normas y procedimientos correspondientes; o) fortalecer la capacidad de gestión con la introducción de sistemas de información que propicien la rendición de cuentas, la buena gestión de los asuntos públicos y el uso racional de los recursos; p) implementar un sistema nacional de estadística e información educativa que facilite la interconexión y comunicación de todos los integrantes del sistema educativo nacional; q) cumplir las demás funciones que le encomiende la Ley; y, r) diseñar e implementar un sistema de comunicación social, interno y externo al Ministerio de Educación y Ciencias, que aporte en la construcción de una política de inclusión de los actores del sistema y potencie la identidad, el sentido de pertenencia, la participación social, la transparencia y la rendición de cuentas.

## Niveles educativos
El sistema formal de educación en Paraguay establece la obligatoriedad de estudios hasta el 9.° grado, aunque cada vez es más frecuente la exigencia de culminación del bachillerato en el ámbito laboral. 
El sistema está conformado por los tres niveles:
Primer nivel
- Educación Inicial: que comprende un primer ciclo (hasta 3 años de edad) y un segundo ciclo (hasta 4 años).[29]
- Educación Escolar Básica: que consta del Preescolar (5 años de edad) y los 1.° y 2.° ciclos con sus grados del 1.° al 6.° (6 a 11 años  de edad).[30]

Segundo nivel
- Educación Escolar Básica 3.er ciclo: son los grados 7.°, 8.° y 9.°, para jóvenes de aproximadamente 12 a 14 años de edad.
- Educación Media: 1.° al 3.° año, para estudiantes de 15 a 17 años (anteriormente llamados: 4.°, 5.° y 6.° cursos). Existen dos modalidades principales.[31]
  1. Bachilleratos Científicos: con  énfasis  en  Ciencias  Sociales (es el que posee mayor números de estudiantes y profesores);  con énfasis en Ciencias Básicas y Tecnología y, con énfasis  en  Letras  y  Artes;  .
  2. Bachilleratos Técnicos:   2.1. Industriales: Construcciones Civiles, Confección Industrial, Mecánica Automotriz, Mecánica General, Química Industrial, Elaboración y Conservación de Alimentos, Producción Artesanal, Electromecánica, Metalmecánica, Electrotecnia, Electricidad, Electrónica y Mecatrónica.     2.2. En Servicios: Contabilidad, Informática, Administración de Negocios, Diseño Gráfico, Salud, Ciencias Ambientales, Asistencia Deportiva, Ciencias Militares, Hostelería y Turismo, Ciencias Geográficas, Mercadotecnia y Periodismo;[32] y     2.3. Agropecuarios: Agropecuario y Agromecánica.

Tercer nivel
- Educación Superior: tecnicaturas y formación docente (pregrado), licenciaturas y equivalentes (grado), y especializaciones (mínimo 360 h), maestría y doctorados (postgrado).  Los institutos de educación superior y las universidades son autónomas.[3]

Además, existe la modalidad de Educación permanente de personas jóvenes y adultas.